# Bruno Cavallotti
Bruno Cavallotti (Torino, 1912 – Alcañiz, 19 marzo 1938) è stato un militare italiano, decorato di Medaglia d'oro al valor militare alla memoria nel corso della guerra di Spagna.

## Biografia
Nacque a Torino nel 1912, figlio di Giorgio e Adele Colombo. Studente universitario presso la facoltà di giurisprudenza presso dell'università di Torino, nel novembre 1934 fu arruolato nel Regio Esercito e venne ammesso a frequentare, quale aspirante allievo ufficiale della specialità bersaglieri, la Scuola allievi ufficiali di Bassano del Grappa. Nominato dapprima aspirante ufficiale e poi sottotenente di complemento nell'8º Reggimento bersaglieri, vi prestò servizio dal giugno 1935 al marzo 1936. Richiamato in servizio attivo a domanda nel dicembre 1936, fu inviato a combattere come volontario nella guerra di Spagna nel febbraio 1937, assegnato al 2º Reggimento "Volontari del Littorio" assumendo il comando del plotone arditi del I battaglione. Si distinse subito in combattimento, tanto da venire decorato di due medaglie d'argento al valor militare, una ottenuta a Quota 556 ovest di Orduna, il 12 giugno 1937, e l'altra a Monte Cuera, il 19 agosto 1937. Cadde in combattimento a  Orduna Torrecilla de Alcañiz, nel corso della battaglia di Guadalajara, il 19 marzo 1938, e con Regio Decreto del 6 giugno 1940 fu insignito della medaglia d'oro al valor militare alla memoria. L'università di Torino gli conferì alla memoria la laurea ad honorem in giurisprudenza.